# David Graf
Paul David Graf, född 16 april 1950 i Zanesville, Ohio, död 7 april 2001 i Phoenix, Arizona, var en amerikansk skådespelare. Graf var med i sju Polisskolan-filmer där han spelade den vapenglade Eugene Tackleberry. Graf avled plötsligt i en hjärtinfarkt på ett familjebröllop i Arizona 2001.

## Filmografi i urval
- 1981 – The Dukes of Hazzard (TV-serie) (1 avsnitt)
- 1982 – M*A*S*H (TV-serie) (1 avsnitt)
- 1983 – The A-Team (TV-serie) (1 avsnitt)
- 1984 – Airwolf (TV-serie) (1 avsnitt)
- 1984 – Polisskolan
- 1985 – Polisskolan 2 - Första uppdraget
- 1986 – Polisskolan 3 - Begåvningsreserven
- 1987 – Polisskolan 4 - Kvarterspatrullen
- 1987 – Love at Stake
- 1988 – Polisskolan 5 - Uppdrag Miami Beach
- 1989 – Polisskolan 6 - Går under jorden
- 1991 – Kampen om Jenny
- 1991 – Quantum Leap (TV-serie) (1 avsnitt)
- 1992 – Räkna med bråk (TV-serie) (1 avsnitt)
- 1992 – Seinfeld (TV-serie) (1 avsnitt)
- 1993 – American Kickboxer 2
- 1993 – For Their Own Good
- 1993 – Tummen mitt i handen (TV-serie) (1 avsnitt)
- 1994 – Mer än plikten kräver
- 1994 – Polisskolan 7: Uppdrag i Moskva
- 1995 – Bradys klarar skivan
- 1995 – Star Trek: Voyager (TV-serie) (1 avsnitt)
- 1996 – Citizen Ruth
- 1996 – Skeletons
- 1996 – Plan 285 kapat
- 1997 – Lugn i stormen (TV-serie) (1 avsnitt)
- 1998 – Brink!
- 1999 – På heder och samvete (TV-serie) (1 avsnitt)
- 2000 – Krigets regler
- 2000 – Vita huset (TV-serie) (2 avsnitt)
- 2000 – The Cactus Kid